# Harpagornis moorei
L'aquila di Haast o aquila gigante della Nuova Zelanda (Harpagornis moorei, Julius von Haast, 1872) è una specie estinta di aquila di grandi dimensioni, nativa dell'Isola del Sud, in Nuova Zelanda, che compare anche nelle leggende dei popoli Maori sotto il nome di Pouākai. Questo uccello è attualmente la più grande aquila mai esistita. Si pensa che le sue dimensioni siano una risposta evolutiva alle dimensioni delle sue prede abituali, ossia i giganteschi uccelli non volanti moa (di cui l'esemplare più grande ritrovato avrebbe raggiunto un peso pari a 230 kg), che abitavano le sue stesse isole. L'aquila di Haast si estinse intorno al 1400, a seguito dell'estinzione dei moa, anch'essi cacciati fino all'estinzione quando i primi maori arrivarono sulle isole.

## Descrizione

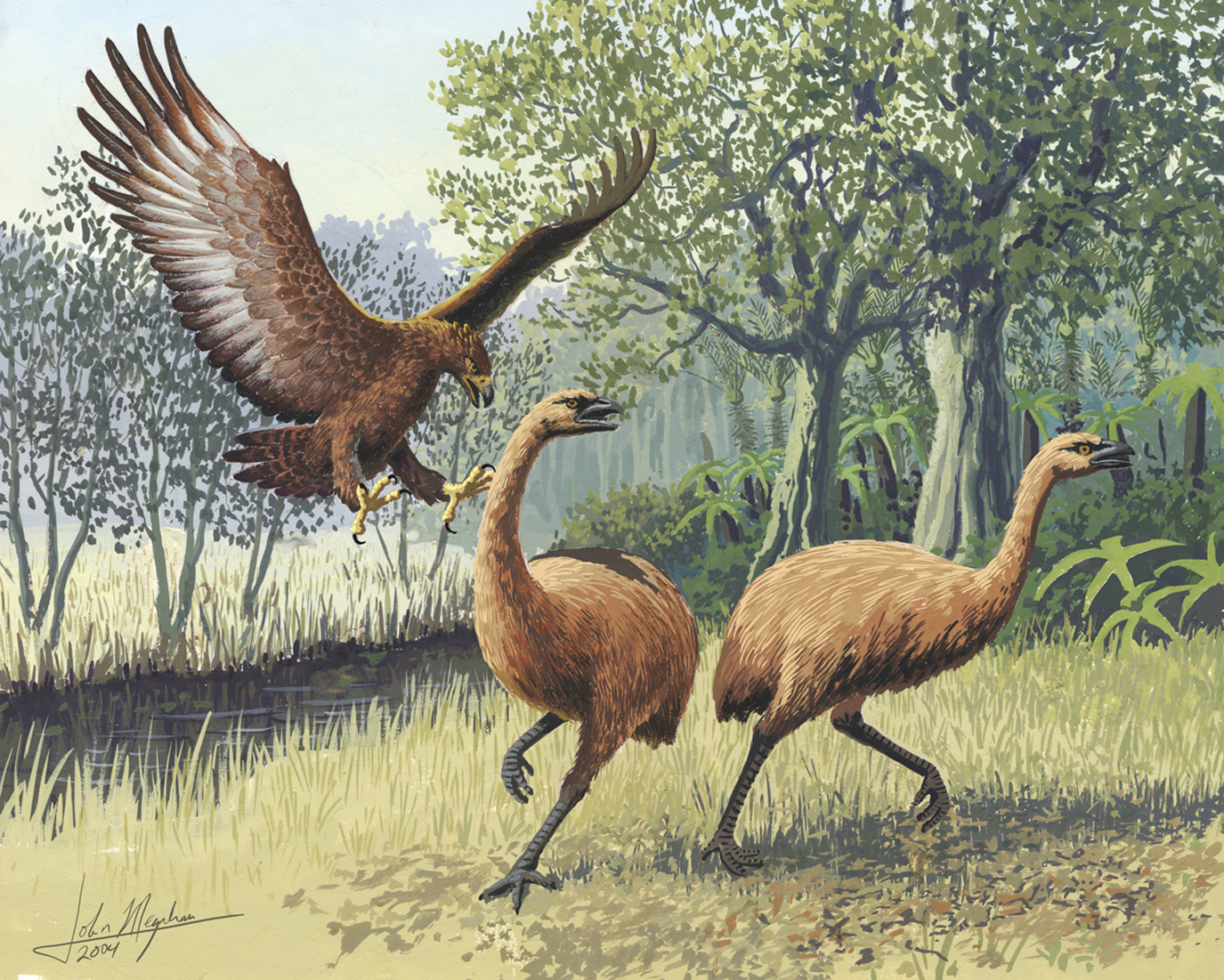
Ricostruzione artistica di un'aquila di Haast mentre attacca una coppia di moa, al pascolo.

L'Aquila di Haast, attualmente detiene il record come aquila più grande mai esistita. Sebbene vi siano stati uccelli ben più grandi di essa, come Argentavis e Teratornis, si pensa essi fossero in realtà avvoltoi. Un'altra aquila gigante fossile, che potrebbe rivaleggiare in dimensioni con l'aquila di Haast è l'aquila di Woodward (Amplibuteo woodwardi), più recente e conosciuta per resti ben più scarsi. Come nella maggior parte delle aquile, le femmine erano significativamente più grandi dei maschi. Secondo la maggior parte delle stime, un'aquila di Haast femmina avrebbe raggiunto i 10–15 kg di peso, mentre i maschi circa 9–12 kg. Usando come paragone le aquile dell'Australasia, le stime parlano di un peso di 11,5 kg per i maschi e di 14 kg per le femmine. Secondo altre stime le femmine avrebbero potuto raggiungere addirittura i 16,5 kg di peso. Tuttavia, nessuna aquila esistente oggi supera i 9 kg di peso, allo stato selvaggio, pur essendo circa il 40% più piccole di un'aquila di Haast.

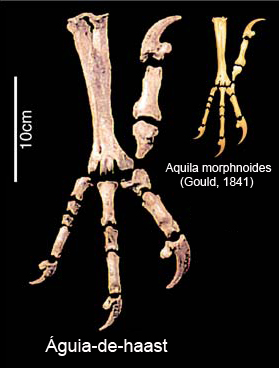
La morfologia delle ossa della zampa dell'aquila di Haast, a confronto con il suo parente più prossimo, l'aquila minore australiana

Nonostante il suo peso, questo uccello aveva un corpo relativamente breve se comparato all'apertura alare. Si stima che gli esemplari femmine avessero un'apertura alare di ben 2,6 metri, e forse anche di 3 metri, in alcuni casi. Questa apertura alare è sostanzialmente simile alla media delle dimensioni nel sesso femminile in alcune aquile esistenti: uccelli come le aquile cuneate (Aquila audax), le aquile reali (A. chrysaetos), le aquile marziali (Polemaetus bellicosus) e le aquile di mare di Steller (Haliaeetus pelagicus), possono anche superare i 2,5 metri di apertura alare, così come molti dei più grandi avvoltoi esistenti del Vecchio Mondo; sebbene non superino l'aquila di Haast in peso, la raggiungono in apertura alare.
Tuttavia, un'apertura alare ridotta potrebbe aver aiutato l'aquila di Haast a cacciare nelle foreste più fitte e nelle macchie d'alberi della Nuova Zelanda, dove un'apertura alare più voluminosa avrebbe impedito rapidi movimenti essenziali per la caccia. La ridotta apertura alare dell'aquila di Haast è stata talvolta interpretata, in modo erroneo, come un'evoluzione biologica verso la perdita della capacità del volo, ma non è così; piuttosto essa rappresenta un allontanamento dalla modalità dei suoi antenati del volo veleggiato, verso un volo più adatto al carico alare, avendo probabilmente ali molto più ampie.
Sebbene la maggior parte delle ossa studiate fossero interne, alcuni resti dell'aquila di Haast hanno permesso agli scienziati di fare dei confronti con le altre aquile che vivono ai nostri giorni. L'aquila arpia (Harpia harpyja) e l'aquila delle Filippine (Pithecophaga jefferyi) sono tra le più grandi e potenti aquile in vita, insieme all'aquila di mare di Steller, che come l'aquila di Haast ha ridotto l'apertura alare per adattarsi meglio a vivere nelle foreste più fitte. La mandibola dell'aquila di Haast misurava circa 11,4 cm e il tarso, in diversi fossili, misurava dai 22,7 ai 24,9 cm. In confronto, il più grande becco delle aquile moderne (dall'aquila delle Filippine all'aquila di mare di Steller) raggiunge poco più di 7 cm; e il più grande tarso delle aquile moderne (dall'aquila delle Filippine all'aquila Papua) raggiunge i 14 centimetri. Gli artigli dell'aquila di Haast erano simili in lunghezza a quelli dell'aquila arpia, con una lunghezza da 4,9 cm a 6,15 cm e un alluce-artiglio che forse poteva raggiungere gli 11 cm. L'aquila delle Filippine è probabilmente la specie vivente più simile all'aquila di Haast, poiché anch'essa si è evoluta in un ambiente insulare da antenati più piccoli (apparentemente da primitivi bianconi) aumentando le dimensioni per effetto del gigantismo insulare, a causa dell'assenza di grandi mammiferi carnivori e altri predatori concorrenti. Le zampe e le gambe dell'animale erano molto forti e probabilmente permettevano all'aquila di spiccare il volo da terra, con un iniziale salto, per poi battere le ali per sostenere il grande peso. La coda era quasi certamente lunga, superando i 50 cm negli esemplari femmine, ed era molto ampia. Questa caratteristica potrebbe compensare la riduzione della superficie alare, fornendo ulteriore portanza. La lunghezza totale dell'animale è stimata a 1,40 metri nelle femmine, con un'altezza in piedi di circa 90 cm, o forse leggermente maggiore.

## Classificazione
L'Aquila di Haast fu descritta da Julius von Haast, nel 1871, da alcuni resti fossili scoperti da F. Fuller, in quella che era un'antica palude. Haast ribattezzo la sua aquila con il nome scientifico Harpagornis moorei, insieme a George Henry Moore, il proprietario della Tenuta Glenmark, dove furono ritrovate le ossa dell'uccello. Il nome generico, Harpagornis, deriva dal greco antico "harpax ", che significa "rampino" o "catapulta", e il suffisso "ornis", che significa "uccello".

### Evoluzione
L'analisi del DNA ha dimostrato che questo rapace è strettamente legato alle moderne aquila minore australiana e all'aquila minore, e non alla grande aquila cuneata, come si pensava in passato. Se così fosse, l'Harpagornis moorei può eventualmente essere riclassificato come Hieraaetus moorei. Comunque, l'aquila di Haast si distaccò da queste aquile minori solo recentemente, tra i 1,8 milioni e i 700.000 anni fa. Se questa stima è corretta, il suo aumento di peso da dieci a quindici volte è stato incredibilmente rapido. Ciò è stato reso possibile in parte dalla presenza di grandi prede e dall'assenza di concorrenza con altri grandi predatori.

## Paleobiologia

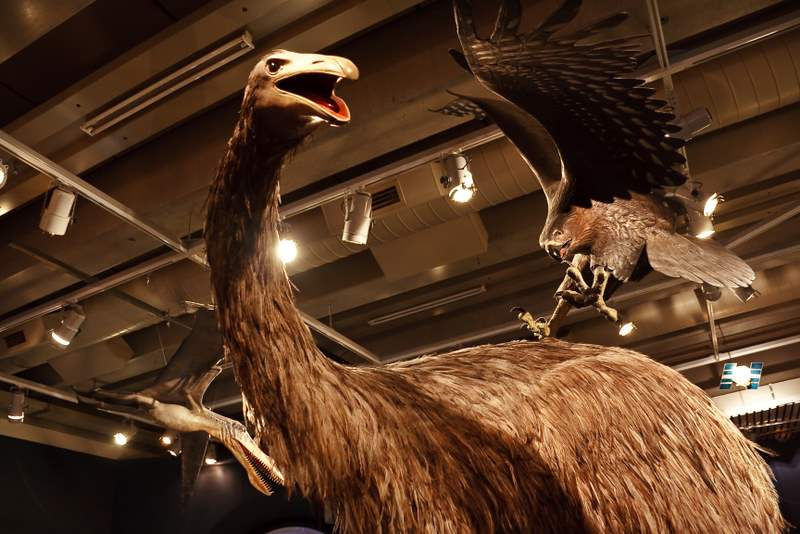
Ricostruzione museale di un'aquila di Haast mentre attacca un moa, al Museum of New Zealand Te Papa Tongarewa

L'aquila di Haast si era perfettamente evoluta per dare la caccia ai grandi moa, giganteschi uccelli incapaci di volare che potevano pesare anche quindici volte il peso della stessa aquila. Probabilmente l'animale scrutava dall'alto le sue possibili prede dopodiché si lanciava in picchiata su di esse schiacciandole con il suo stesso peso. Se i moa sfuggivano nella foresta, la stessa aquila poteva inseguirli tra gli alberi. Si stima che in picchiata l'animale potesse attaccare ad una velocità pari a 80 km/h, arpionando il bacino delle sue prede con i suoi lunghi artigli, per poi ucciderli con micidiali colpi d'artigli o di becco alla testa o al collo. Se le prede erano abbastanza piccole probabilmente morivano sul colpo. Le dimensioni e il peso dell'animale indicano che la forza fisica impiegata dall'animale mentre era in picchiata sulle prede era equivalente ad un blocchetto di cemento lasciato cadere da un palazzo di otto piani. Il grande becco dell'animale era perfetto per sventrare la preda e anche per colpire quest'ultima a morte una volta immobilizzata, causando la morte per dissanguamento. In assenza di altri grandi predatori o grandi spazzini, l'Harpagornis moorei monopolizzò facilmente queste categorie diventando un predatore attivo di moa, pappagalli, tuatara, pipistrelli e forse anche pesci, oltre che uno spazzino per le carogne, e monopolizzando una singola preda per giorni.

## Estinzione

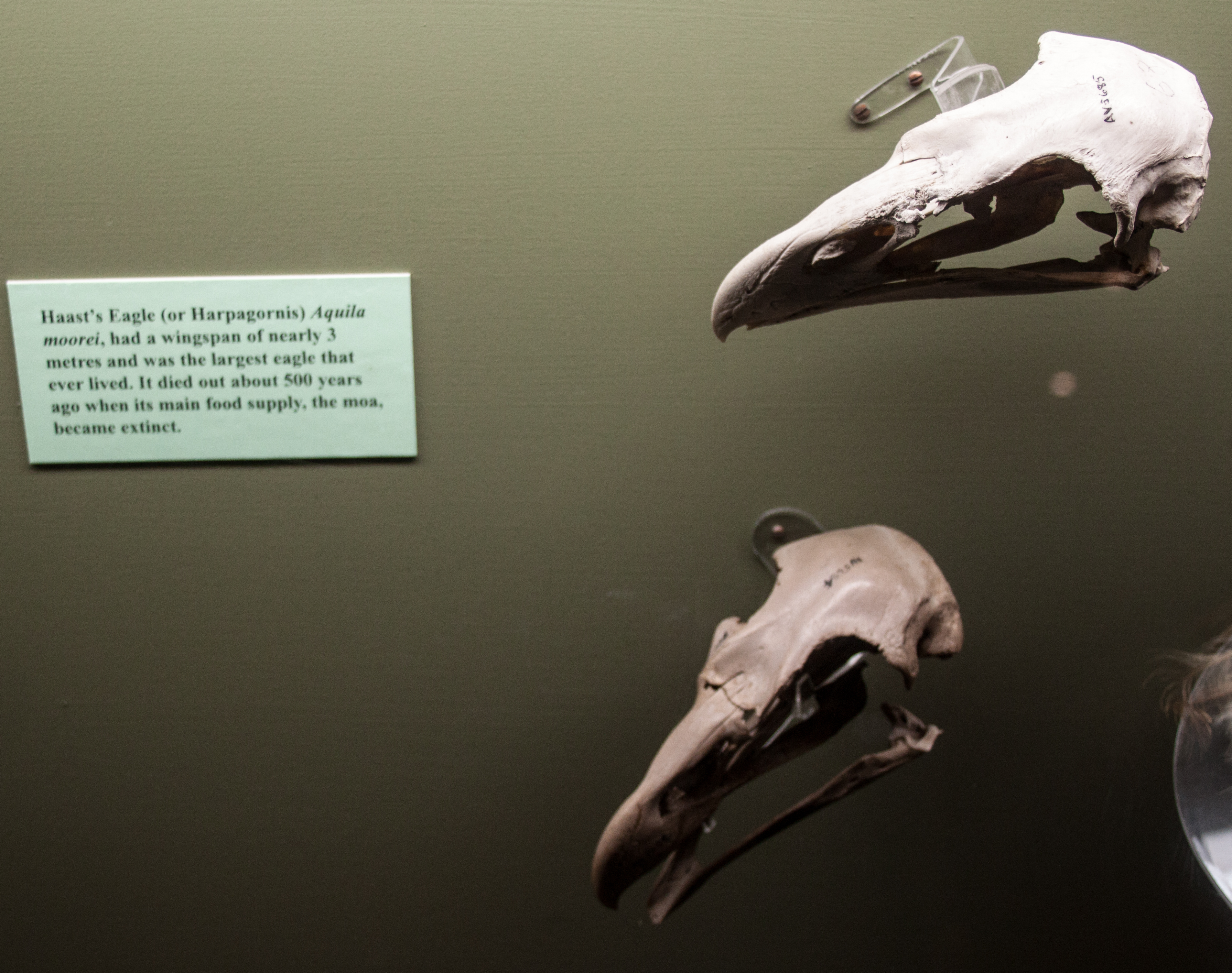
Crani di due esemplari di Harpagornis moorei, al Museo di Canterbury

Fino alla recente colonizzazione umana che ha introdotto roditori e gatti, gli unici mammiferi autoctoni delle isole della Nuova Zelanda, erano tre specie di pipistrelli. Senza la concorrenza di grandi mammiferi terrestri e minacce di predatori, gli uccelli occuparono tutte le nicchie ecologiche presenti sulle isole, poiché non vi era alcuna minaccia alle proprie uova o ai pulcini da parte di piccoli animali terrestri. I grandi moa erano erbivori, sostituendo animali come cervi e bestiame in altri habitat, mentre l'aquila di Haast era il superpredatore dell'isola, sostituendo animali predatori come tigri e leoni in altri habitat.
I primi coloni in Nuova Zelanda (i Maori arrivati intorno all'anno 1280) cominciarono a dare una caccia indiscriminata agli uccelli atteri, tra cui tutte le specie di moa, che vennero cacciate fino alla loro completa estinzione, avvenuta circa nel 1400. Con la perdita della sua principale preda e prima fonte di sostentamento, di conseguenza anche l'aquila di Haast, divenne sempre più rara fino ad estinguersi, circa nello stesso periodo. I Maori velocizzarono la sua estinzione, in quanto essi ne depredavano i nidi, uccidendo gli uccelli per le piume o perché li ritenevano pericolosi (un umano poteva essere un'ottima preda alternativa per un rapace in grado di abbattere un moa di 180 kg).
Probabilmente durante il 1870, il celebre esploratore Charles Edward Douglas, sostiene nei suoi diari di aver avuto un incontro con due rapaci di dimensioni immense, mentre si trovava nella valle di Landsborough River. L'esploratore sparò ai due uccelli e li mangiò; tuttavia è più probabile che si trattassero di falchi di palude di Eyles.

## Nella cultura Maori

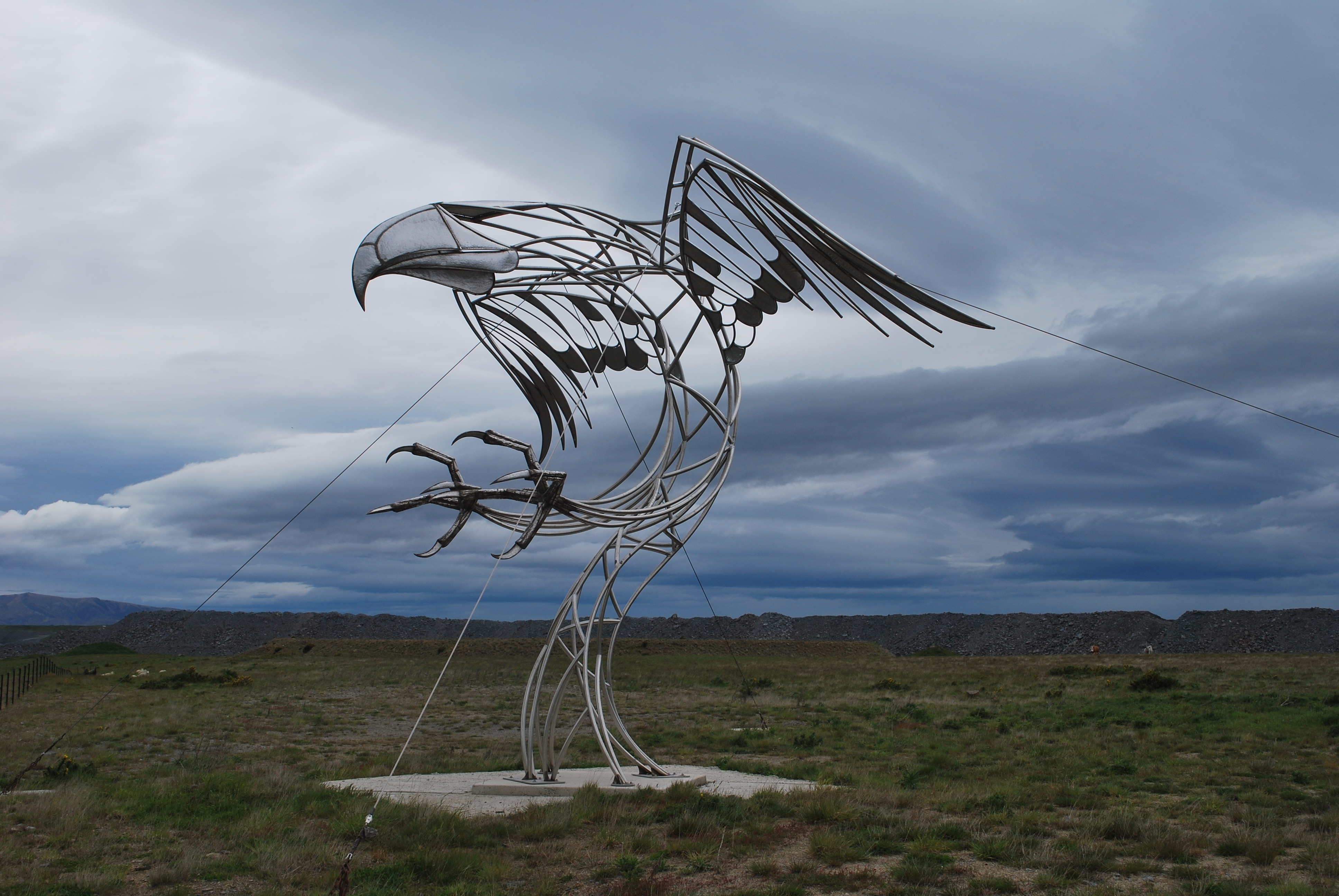
Statua dell'aquila di Haast, su Macraes Flat

Si ritiene che questi uccelli facessero parte delle credenze e delle leggende dei primi Maori, sotto i nomi di Pouakai, Hokioi o Hakawai. Tuttavia, è stato accertato che il "Hakawai" e il "Hokioi" si riferiscono alla Coenocorypha, in particolare ad una sottospecie estinta dell'Isola del Sud. Secondo un resoconto dato a Sir George Grey, gli Hokioi erano enormi predatori alati bianchi e neri con una cresta rossa e con la punta delle ali giallo-verde. In alcune leggende Maori, il Pouakai uccideva gli esseri umani, il che secondo gli scienziati sarebbe stato possibile se l'animale fosse proprio l'aquila di Haast, date le dimensioni, la massa e la forza dell'animale. Anche le più piccole aquile reali sono in grado di uccidere prede grandi come il cervo Sika e cuccioli d'orso.
Una statua in acciaio raffigurante l'aquila di Haast, è oggi esposta all'OceanaGold's Heritage and Art Park, a MacRaes, Otago, Nuova Zelanda. La scultura, del peso di circa 750 kg, è alta 7,5 metri, e ha un'apertura alare di 11,5 metri. La scultura è realizzato in tubo di acciaio inox e lamiera ed è stata progettata e costruita da Mark Hill, scultore di Arrowtown, in Nuova Zelanda.